# Epworth, Zimbabwe
Epworth este un oraș situat în partea de nord-est a statului Zimbabwe, în provincia Mashonaland East. Este o suburbie săracă a capitalei Harare, situat la 13 km de acesta. La recensământul din 2002 avea o populație de 114.067 locuitori.